# Pizza in stile newyorchese
La pizza newyorchese è la pizza tipica della città New York, caratterizzata da una crosta grande e sottile e dal fatto di essere spesso venduta a fette e da asporto.
La crosta è densa e croccante solo lungo il bordo, ma abbastanza morbida e sottile da essere piegata a metà per mangiarla I condimenti tradizionali sono salsa di pomodoro e formaggio grattugiato.
Questo stile si è evoluto negli Stati Uniti dal tipo di pizza sviluppatosi a New York City, agli inizi del '900, dalla pizza napoletana. Oggi è lo stile dominante nell'area metropolitana di New York, e negli stati del New Jersey e del Connecticut, ma è anche diffuso un po' in tutti gli Stati Uniti, in alcune varianti regionali.